# 최재형 (연출가)
최재형(1971년 ~ )은 KBS 예능본부의 프로듀서이다.

## 경력
- KBS 예능본부 프로듀서(1997~2022)